# Krokus (álbum)
Krokus (conhecido particularmente entre os membros da banda como First Album ) é o primeiro álbum da banda suíça de heavy metal Krokus, lançado em 1976. Foi o único álbum da banda a contar com Hansi Droz e Remo Spadino na formação. Também foi o único álbum do Krokus a apresentar músicas de rock progressivo (faixas 1-4 e 6-10). O álbum virou uma peça de colecionador, desde que teve uma tiragem limitada (560 cópias), nunca foi relançado e só está disponível na versão em vinil.

## Faixas
1. "Majale" - 2:56
2. "Angela Part 1" - 3:00
3. "Energy" - 5:04
4. "Mostsaphin" - 3:05
5. "No Way" - 2:39
6. "Eventide Clockworks" - 1:10
7. "Freak Dream" - 3:35
8. "Jumpin' In" - 2:32
9. "Insalata Mysta" - 7:04
10. "Angela Part 2" - 1:37
11. "Just Like Everyday" - 3:03

## Formação
- Tommy Kiefer - Vocal, guitarra
- Hansi Droz - Guitarra
- Remo Spadino - Baixo
- Chris Von Rohr - bateria